# Xe tăng hạng nhẹ M8
Xe tăng hạng nhẹ M8 (M8 armored gun system-xe bọc thép mang pháo (M8 AGS)), đôi khi còn được biết với tên gọi Buford, là một loại xe tăng hạng nhẹ của Mỹ được phát triển để thay thế cho xe tăng hạng nhẹ M551 Sheridan và xe thiết giáp Humvees trang bị tên lửa chống tăng TOW của sư đoàn đổ bộ đường không số 82 và Trung đoàn Thiết giáp số 2 (2nd ACR) của Quân đội Hoa Kỳ.
M8 AGS là một dự án phát triển xe thiết giáp riêng của FMC Corporation, close combat vehicle light (CCVL), vào năm 1983. Quân đội bắt đầu chương trình hệ thống vũ khí xe bọc thép hạng nhẹ trang bị pháo có thể thả dù từ máy bay. Đến năm 1992, chương trình phát triển M8 AGS là một trong những chương trình mua sắm ưu tiên hàng đầu của Lục quân Mỹ. Quân đội đã chọn CCVL của FMC thay vì các đề xuất từ ba nhóm khác. Theo kế hoạch sẽ quân đội Mỹ sẽ mua 237 Xe tăng hạng nhẹ AGS để bắt đầu triển khai vào năm 1997. Các đặc điểm chính của M8 AGS là trọng lượng nhẹ (17,8 tấn Anh (16,1 tấn) khi cần thả dù ở vận tốc thấp), giáp mô đun có thể trang bị tại tiền tuyến, pháo nòng xoắn M35 cỡ nòng 105 mm, bộ tiếp đạn tự động 21 viên.
Tuy đã đồng ý đưa vào chế tạo vào năm 1995 nhưng Lục quân Mỹ đã hủy bỏ chương trình AGS một năm sau đó do những hạn chế về ngân sách. Do đó xe tăng Sheridan đã bị loại biên mà không có loại xe tăng hạng nhẹ nào thay thế. AGS không bao giờ được đưa vào sử dụng, mặc dù Sư đoàn Không vận 82 đã tìm cách đưa các xe tiền sản xuất vào phục vụ ở Iraq. M8 AGS cũng không được các nước đồng minh của Mỹ quan tâm và một số thành phần phát triển cho M8 đã được sử dụng cho một số chương trình xe tăng hạng nhẹ/pháo tự hành xung kích sau này của Quân đội Hoa Kỳ. United Defense LP đã đề xuất M8 AGS là biến thể Hệ thống súng di động (MGS) của chương trình Xe bọc thép tạm thời vào năm 2000, nhưng đã thua cuộc trước xe tăng LAV III của General Motors – General Dynamic, sau này trở thành Stryker M1128. BAE Systems đã cung cấp hệ thống xe bọc thép mang pháo (AGS) cho yêu cầu Hỏa lực bảo vệ cơ động XM1302 của Lục quân, nhưng đã thua trước General Dynamics Griffin II —loại sau này được phát triển để trở thành M10 Booker —vào năm 2022.